# Небојша Родић
Небојша Родић (Шабац, 1953) српски је политичар и дипломата. Родић је бивши министар одбране Републике Србије у Влади Ивице Дачића, директор БИА и тренутни амбасадор Србије у Црној Гори.

## Биографија
Дипломирао је на Правном факултету у Београду 1977, док је правосудни испит положио 1979. године. Поред тога, завршио је и Школу народне одбране у центру високих војних школа „Маршал Тито”.
Радио је у органима државне управе Републике Србије, касније је био помоћник министра информисања и државни подсекретар.
У периоду 2005—2007. је био директор Високе технолошке школе струковних студија у Шапцу.
Након избора 2012. године и формирања нове Владе Републике Србије, Родић је именован за директора Безбедносно-информативне агенције Републике Србије (августа 2012). На функцији директора БИА био је до септембра 2013. године, када је у реконструисаној Влади Србије постављен за министра одбране. Током министарског мандата, потписао је уговоре о сарадњи у области одбране са Русијом и добијао је похвале од званичника САД.
Oд 2014. до 2018. године је био амбасадор у Азербејџану. Године 2018. је именован за амбасадора у Републици Аустрији.
Септембра 2023. године именован је за амбасадора Србије у Црној Гори.